# Per Thöresson
Per Anders Thöresson, född 14 september 1962 i Västerleds församling i Stockholm, är en svensk ambassadör, diplomat och civilekonom. Thöresson började arbeta på Utrikesdepartementet 1990 och har bland annat tjänstgjort på ESK-delegationen i Wien och svenska FN-representationen i New York (1995–1999). Han var chef på utrikesministerns kansli 1999–2002 och expeditionschef på UD 2002–2006. Han kritiserades då för passivitet under tsunamikatastrofen 2004 .  Han var 2006–2014 ambassadör i Bern. Han var ambassadör och biträdande chef vid svenska FN-representationen i New York 2014-2017 då han blev ambassadör i Berlin..